# Гилёв-Лог
Гилёв-Лог — село в Романовском районе Алтайского края. Административный центр Гилёв-Логовского сельсовета.

## География
Село находится на реке Бакланка.

## История
Трое крестьян, решивших переселиться из деревни Ершовой, нашли в 1886 году хорошие земли, но оказалось, что они принадлежат жителям села Гилёво, тогда было решено поселиться неподалёку, возле лога. Так возникло поселение Гилёв Лог. Первоначально на отведённой земле поселились 3 семьи, затем к ним присоединились 4 семьи из деревни Мышлянка и 16 семей из центральной России. Деревня быстро росла, уже на следующий год приехали 140 семей из Курской губернии, 70 — из Полтавской губернии, 20 — из Харьковской и 15 из Рязанской.
В селе велось землепашество, скотоводство, несколько семей разводили сады, заводили пчёл, жители Пензы вели пимокатный промысел, были свои плотники и мастера по изготовлению колёс. В деревне было 2 артельных дегтярных завода.
В селе была построена церковь, имелась мелочная и 2 мануфактурных лавки, за другими товарами ездили в Барнаул.
В 1929 году жители села объединились в коммуну «Великий Коммунар». В 1933 году в селе Гилёв Лог работало 6 колхозов, которые затем преобразовывались: объединялись и укрупнялись.
В 1954 году на волне подъёма целинных и залежных земель в село приехала молодёжь. В 1971 году в селе на базе двух колхозов был создан совхоз «Гилёв-Логовской» .
В 1928 году состояло из 805 хозяйств, основное население — русские. Центр Гилёв-Логовского сельсовета Завьяловского района Каменского округа Сибирского края.

## Население
| 1926  | 1997  | 1998  | 1999  | 2000  | 2001  | 2002  |
| ----- | ----- | ----- | ----- | ----- | ----- | ----- |
| 4889  | ↘1247 | ↘1224 | ↗1227 | ↘1201 | ↘1170 | ↘1162 |
| 2003  | 2004  | 2005  | 2006  | 2007  | 2008  | 2009  |
| ↘1158 | ↘1125 | ↘1083 | ↘1074 | ↘1066 | ↘1052 | ↘1017 |
| 2010  | 2011  | 2012  | 2013  |       |       |       |
| ↘935  | ↘933  | ↘899  | ↘846  |       |       |       |

## Инфраструктура
В селе есть крестьянско-фермерские хозяйства, несколько торговых предприятий, строительно-производственная фирма ЗАО (НП) «Гилев-Логовское», МБОУ «Гилево-ЛоговскаяСОШ», детский сад, досуговый центр МКУК «Гилёв-Логовской КДЦ» и библиотека, ФАП и почтовое отделение.

## Известные уроженцы
- Горин, Николай Кузьмич (1925—2005) — советский воин-артиллерист в Великой Отечественной войне, Герой Советского Союза (27.02.1945).